# عزلة الغربي (حجة)
عزلة الغربي هي إحدى عزل مديرية كعيدنة في محافظة حجة اليمنية ويبلغ تعداد سكانها 10470 نسمة حسب التعداد السكاني في اليمن لعام 2004.